# كنيسة سيدة بيلار
كنيسة سيدة بيلار (بالإسبانية: Catedral-Basílica de Nuestra Señora del Pilar)‏ هي كنيسة كاثوليكية في مدينة سرقسطة في منطقة أراغون في إسبانيا. وسميت الكنيسة تكريماً للسيدة مريم العذراء، تحت لقب سيدة بيلار، وقد أشاد بها وكرسها للشعوب الإسبانية من أجل مريم العذراء البابا يوحنا بولس الثاني. وتشتهر بأنها أول كنيسة مُكرسة لمريم العذراء في التاريخ.
التقاليد المحلية تُرجع تاريخ هذه الكنيسة إلى فجر المسيحية في إسبانيا، وتنسب لها ظهور القديس يعقوب بن زبدي، وهو كما يُعتقد تقليدياً أنه من تلاميذ المسيح الذي جلب المسيحية إلى البلاد.